# Krimlinde
De Krimlinde (Tilia ×euchlora K.Koch) is een boom met overhangende takken en twijgen. Alleen de takken boven in de boom staan omhoog. De krimlinde is rond 1860 door de Duitse Baumschulen Flottbek te Hamburg uit een kruising tussen de soorten kleinbladige linde (Tilia cordata) en de thans tot de soort Tilia platyphyllos (Grootbladige linde) behorende Tilia dasystyla geselecteerd. Het is een weinig eisende boom die op vele manieren in het stedelijk gebied kan worden toegepast.
De boom kan tot 20 m hoog en 8 m breed worden met een stamdoorsnede van 70 cm. De gladde bast is lichtgrijs met dongergrijze strepen. De jonge twijgen zijn licht- tot geelgroen. Het 5-10 cm lange, scheef-hartvormige blad is aan de bovenzijde glimmend donkergroen en aan de onderzijde lichtgroen met opvallende, plukjes haar op de plaats waar de zijnerven uit de hoofdnerf ontspringen. De bladrand is fijngezaagd. De bladsteel is ongeveer 5 cm lang.

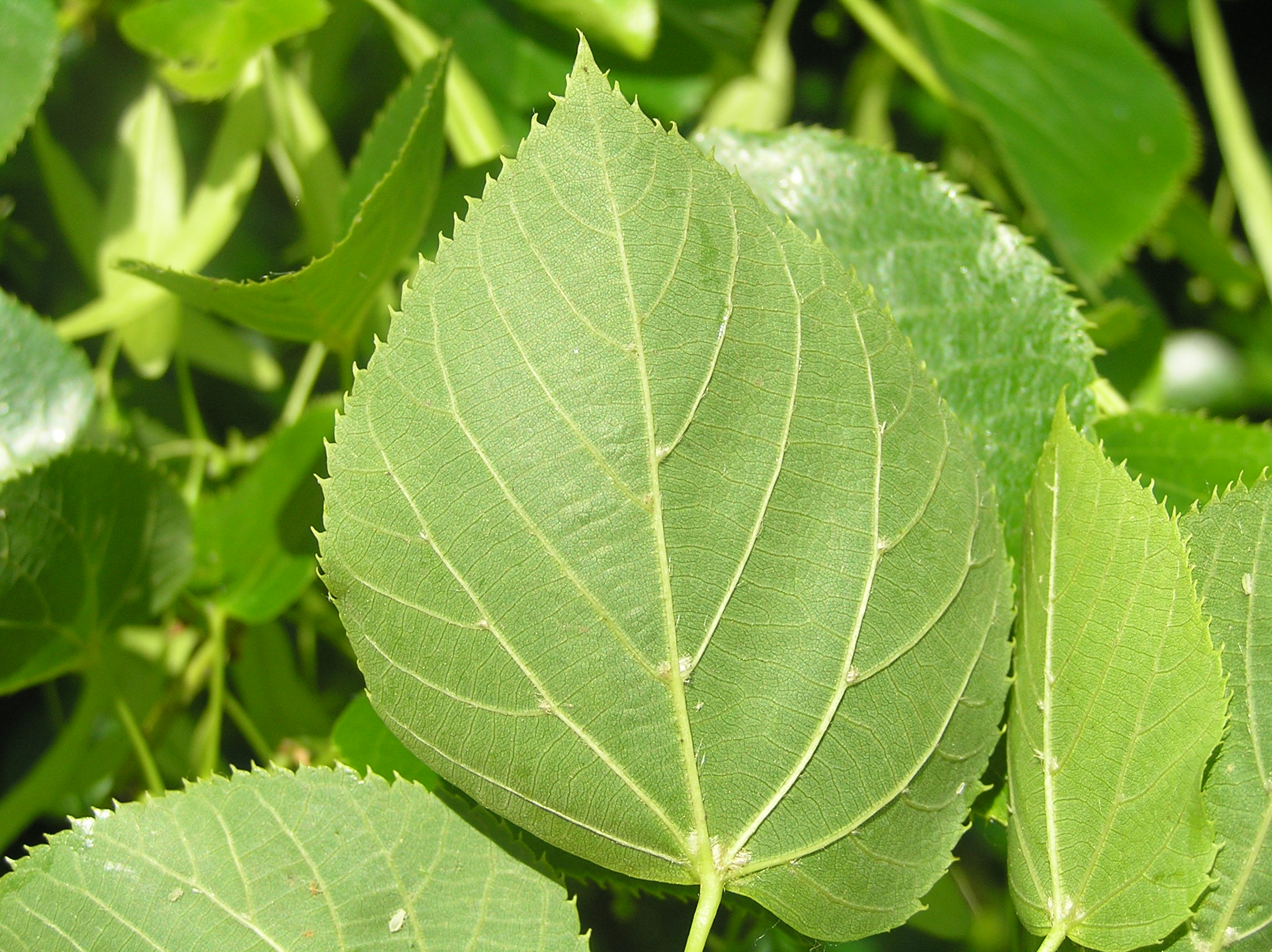
Achterkant blad

De krimlinde bloeit in juni/juli met gele, geurende bloemen die veel honing bevatten. Het ongeveer 8 cm lange schutblad is omgekeerd-lancetvormig. De kort-ellipsoïde vrucht heeft vijf zwakke ribben.
De boom groeit op vele grondsoorten en kan droogte verdragen.
Vermeerdering vindt plaats door enting op een kleinbladige linde.

## Ziekten eninfestaties
Van deze linde wordt beweerd dat hij luisvrij is en weinig gevoelig voor spint.
... · 
T. americana var. americana (Amerikaanse linde) · 
T. amurensis (amoerlinde) · 
T. cordata (winterlinde) · 
T. dasystyla (Kaukasische linde) · 
T. ×europea (krimlinde) · 
T. platyphyllos (zomerlinde) · 
T. tomentosa (zilverlinde) · 
T. ×vulgaris (Hollandse linde) · 
...